# Смичково
Смичково (рос. Смычково) — селище залізничної станції у Лузькому районі Ленінградської області Російської Федерації.
Населення становить 2 особи. Належить до муніципального утворення Заклинське сільське поселення.

## Історія
Згідно із законом від 28 вересня 2004 року № 65-оз належить до муніципального утворення Заклинське сільське поселення.

## Населення
| 1997 | 2007 | 2010 |
| ---- | ---- | ---- |
| 8    | ↘4   | ↘2   |